# مایا مشکولایت
مایا مشکولایت (انگلیسی: Maya Meschkuleit؛ زادهٔ ۲۸ ژوئیهٔ ۲۰۰۱) قایقران روئینگ زن اهل کانادا است.
وی در مسابقات کشوری و بین‌المللی در مجموع برندهٔ ۱ مدال نقره شده است.